# Napoléon Lucien Murat

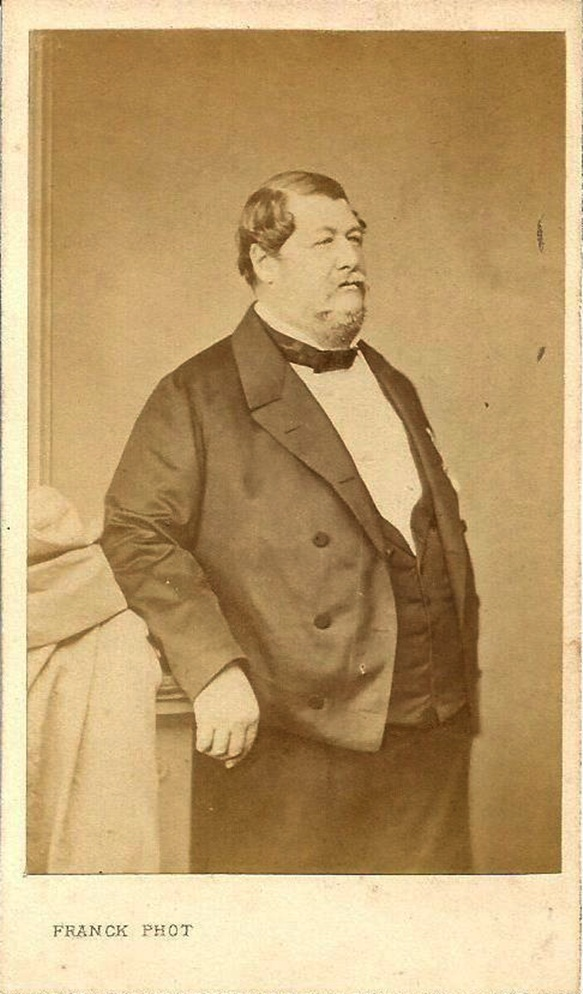
Napoléon Lucien Murat

Napoléon Lucien Murat, prince de Pontecorvo (* 16. Mai 1803 in Mailand; † 10./11. April 1878 in Paris), war ein französischer Politiker. Er war der zweite Sohn von Joachim Murat, dem König von Neapel (1808–1815), und Caroline Bonaparte.

## Leben
1812 bis 1815 trug Napoléon Lucien Murat den Titel eines prince de Pontecorvo. Nach dem Tod seines Vaters musste Murat mit der Familie aus Italien fliehen. Er erhielt 1815 bis 1822 zusammen mit seinem Bruder, Napoleon Achille, eine gediegene Ausbildung auf Schloss Frohsdorf in Niederösterreich. Er ging dann nach Venedig, wo er jedoch von den österreichischen Behörden verfolgt wurde und sich deshalb nach den USA einschiffte. In Spanien erlitt er Schiffbruch und wurde dort mehrere Monate interniert, bevor er auf Veranlassung seines Bruders – der in den USA an Präsident Monroe appelliert hatte – wieder freikam und im April 1825 schließlich in den Vereinigten Staaten ankam. Hier ging Murat zunächst nach Philadelphia zu seinem Onkel Joseph Bonaparte und machte dann ausgedehnte Reisen durch die westlichen Teile der USA sowie Texas und Kalifornien.
1831 heiratete Murat Carolina Georgina Frazer und wohnte einige Jahre in Bordentown, New Jersey. Auf mehreren Reisen nach Frankreich 1838 und 1844 erkundete Murat die Möglichkeit, den verlorenen Thron von Neapel wiederzuerlangen, auf den sein älterer Bruder verzichtet hatte. In Frankreich durfte er sich jedoch immer nur fünf Wochen lang aufhalten. In täglicher Korrespondenz mit den Unterstützern stehend, lebte er weiter in den USA, bis der Sturz von Ludwig Philipp 1848 neue Möglichkeiten eröffnete. Murat kehrte mit seiner Frau nach Frankreich zurück und wurde als Mitglied der Verfassungsversammlung gewählt. Nach der Ausrufung seines Cousins Napoléon III. zum Kaiser erhielt er 1852 den Rang eines Senators und wieder den Titel eines Prinzen.
1861 machte Murat noch einmal Anstrengungen, den Thron von Neapel zurückzufordern, und verfasste ein einschlägiges Manifest. Da er von Napoléon III. hierin nicht unterstützt wurde, zog er es allerdings wieder zurück. Während des Deutsch-Französischen Kriegs wurde er im September 1870 zusammen mit Marschall Bazaine in der Festung Metz eingeschlossen. Nach dem Fall des Kaiserreiches kehrte Murat für kurze Zeit in die USA zurück, wo er noch geschäftliche Interessen zu vertreten hatte.
Napoléon Lucien Murat starb am 10./11. April 1878 im Alter von 74 Jahren in Paris. Seine Frau starb am 10. Februar 1879.
Das Paar hatte fünf Kinder:
1. Caroline Laetitia (* 1832 in Baltimore); ⚭ 1. Baron de Chassiron († 1870),⚭ 2. 1871 John Garden, einen reichen Amerikaner;
2. Joseph Joachim (* 1834 in Baltimore), Général de division der französischen Armee;
3. Anna (* 1838 in Baltimore); ⚭ Herzog de Mouchy;
4. Achille Napoleon (* 1847 in Baltimore); ⚭ mingrelische Prinzessin Salome Dadiani
5. Louis Napoléon (1851–1912); ⚭ georgische Prinzessin Eudoxia Michailowna Somowa